# Ukrán Állami Repülési Múzeum
Az Ukrán Állami Repülési Múzeum (ukránul Державний музей авіації України, magyar átírásban: Derzsavnij muzej aviaciji Ukrajini) Ukrajna fővárosában, Kijevben található, repülőgépeket és egyéb, repüléshez kapcsolódó eszközöket bemutató múzeum, mely a Kijevi Repülési Egyetem alárendeltségében működik. Ukrajna legnagyobb repülési múzeuma. Az emberi repülés 100., valamint az ukrajnai repülés 80. évfordulójának évében, 2003. szeptember 30-án nyitották meg. A múzeum a kijevi Zsuljani repülőtér mellett, a Kijevi Repülési Egyetem egykori oktatási bázisának területén működik.
A múzeum gyűjteményének alapját a Kijevi Repülési Egyetemtől leselejtezett polgári célú gépek alkották, majd a későbbiekben számos katonai repülőgéppel egészült ki. A 20 hektáros kiállítási területen mintegy 70 repülő eszköz (repülőgép, helikopter, robotrepülőgép), valamint egyéb berendezés és légi fegyverzet van kiállítva.
A múzeumban több repülőgép (Mi–26, Il–62, Il–76) külön díj ellenében belülről is megtekinthető. A kiállított Il–62-es utasterében előadótermet alakítottak ki.
A múzeum tervei között szerepel az An–124, An–22, An–28, An–74, valamint a 181-es gyártmány prototípusainak, továbbá az Ukrajnában kivont és leszerelt stratégiai bombázók további példányainak (Tu–16, Tu–160, Tu–95MSZ)  kiállítása.
Több különleges repülőgép is található a múzeumban. A kiállított gépek között van az Il–86-os első prototípusa, a Tu–104 és az Il–18-as első sorozatgyártású példánya, valamint egy olyan Mi–26-os helikopter is, melyet a csernobili nukleáris baleset elhárításánál használtak.

## Megközelítés, látogatás
A múzeum a 22-es trolibusszal és több iránytaxi-járattal (213, 302, 9) közelíthető meg. A múzeumnál található a 220-as autóbusz egyik végállomása (a buszon 8 hrivnya a viteldíj, amelyet a buszvezetőnél kell fizetni).
A múzeumba a normál felnőtt belépőjegy ára 60 hrivnya (kb. 600 Ft).

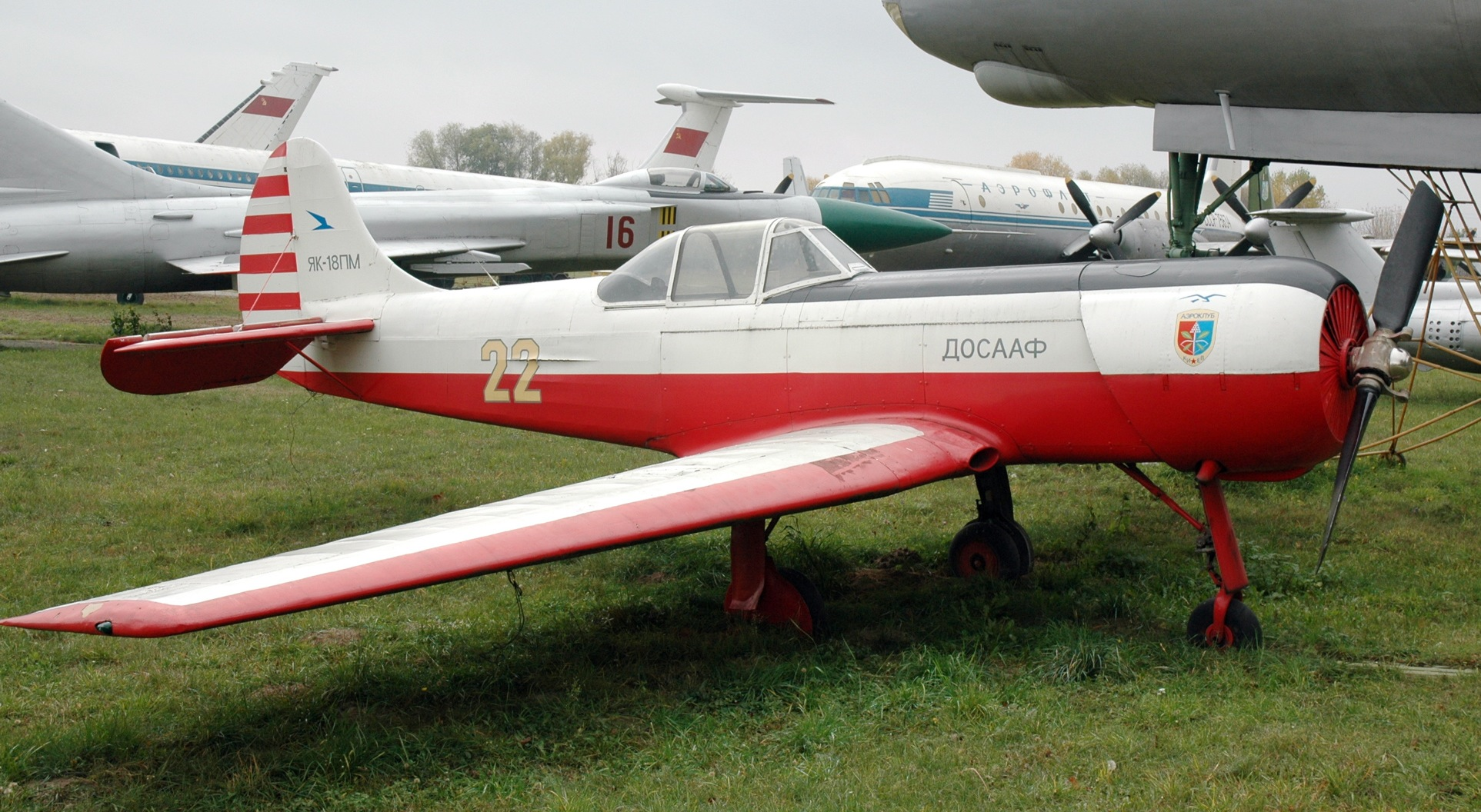
Jak–18PM műrepülőgép

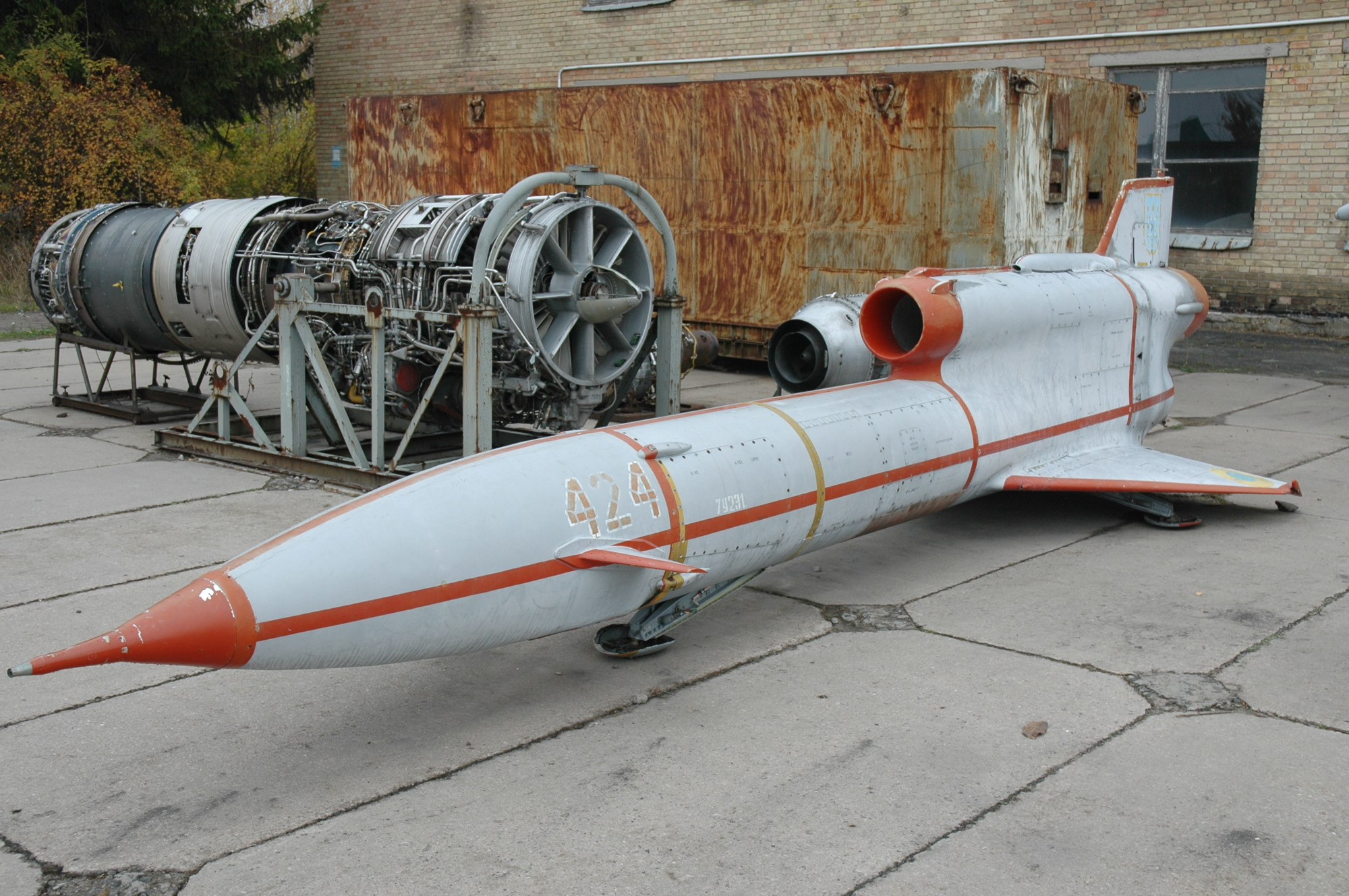
Tu–143 felderítő pilóta nélküli repülőgép

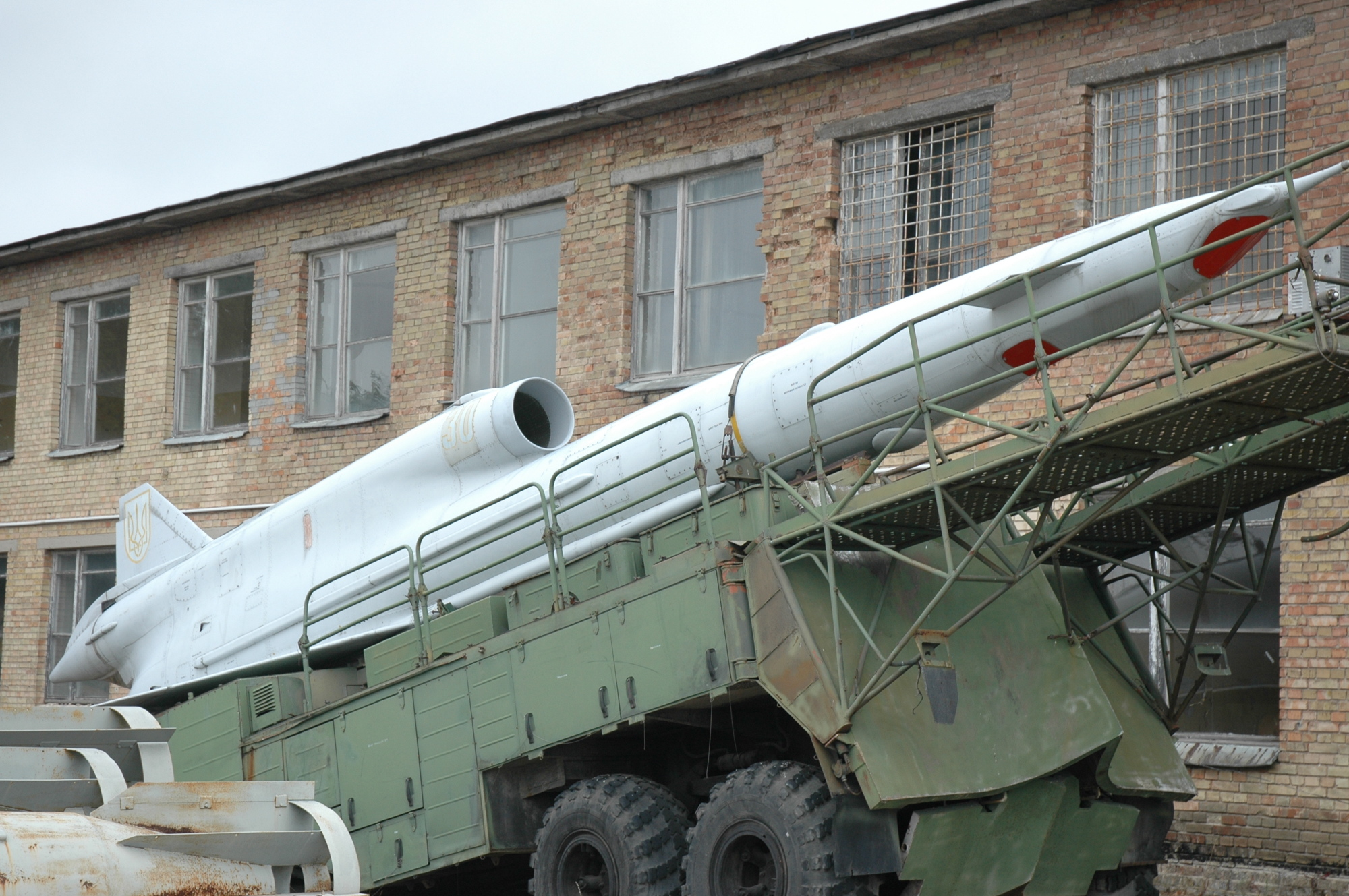
Tu–141 felderítő pilóta nélküli repülőgép a vontatott szállító-indító berendezésen

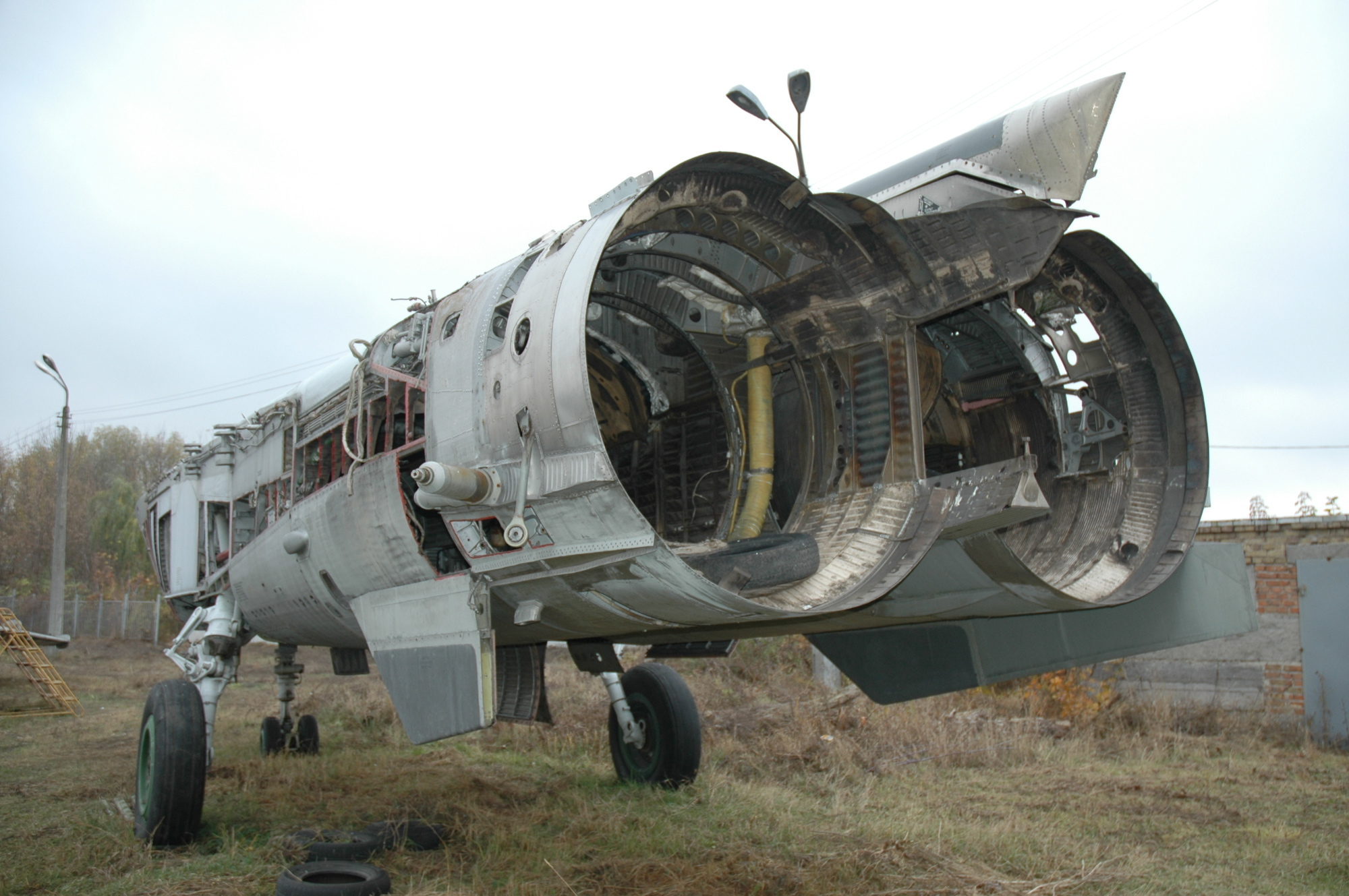
Összeszerelésre és restaurálásra váró MiG–25 a múzeum területén 2009 októberében

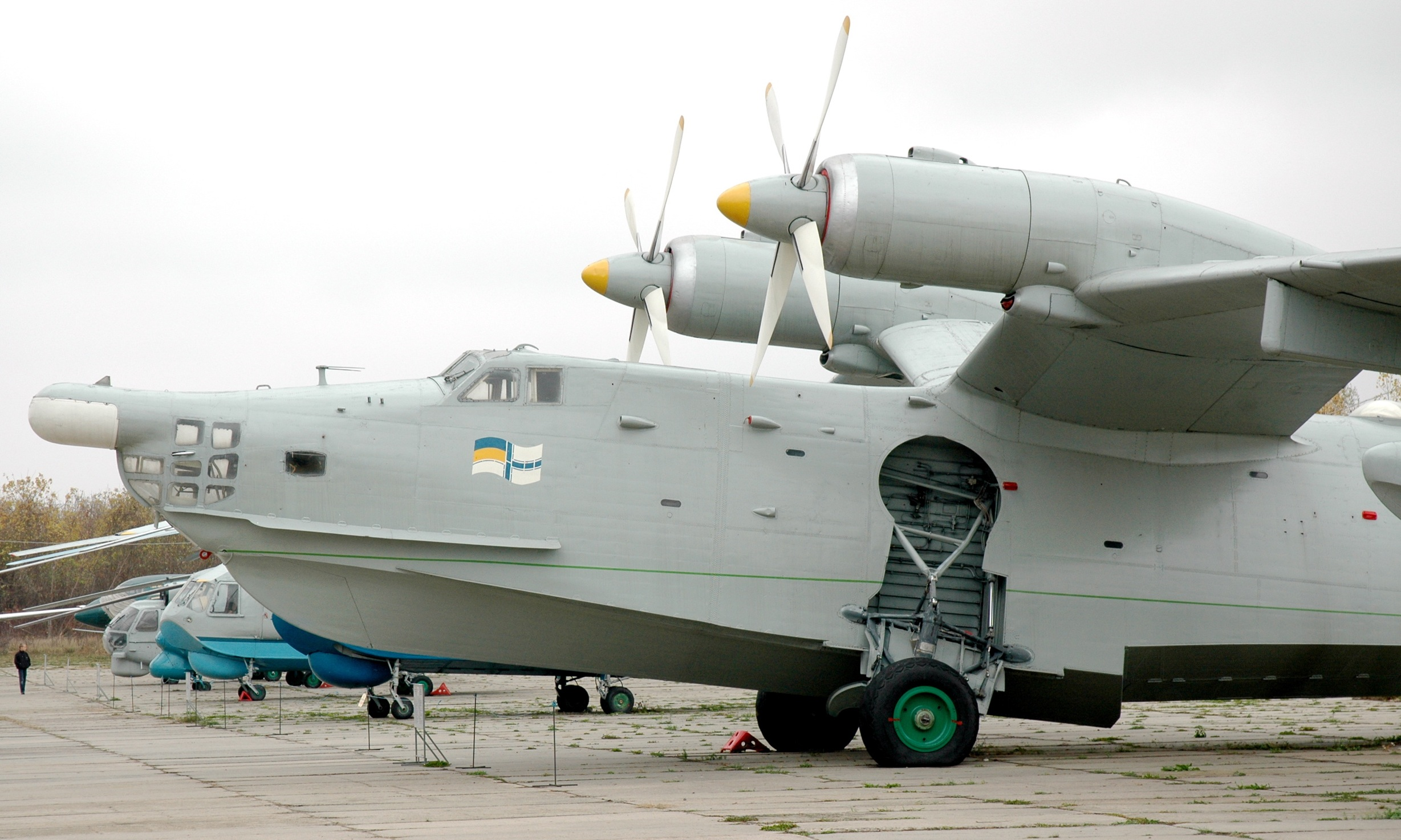
Be–12 haditengerészeti járőr repülőgép

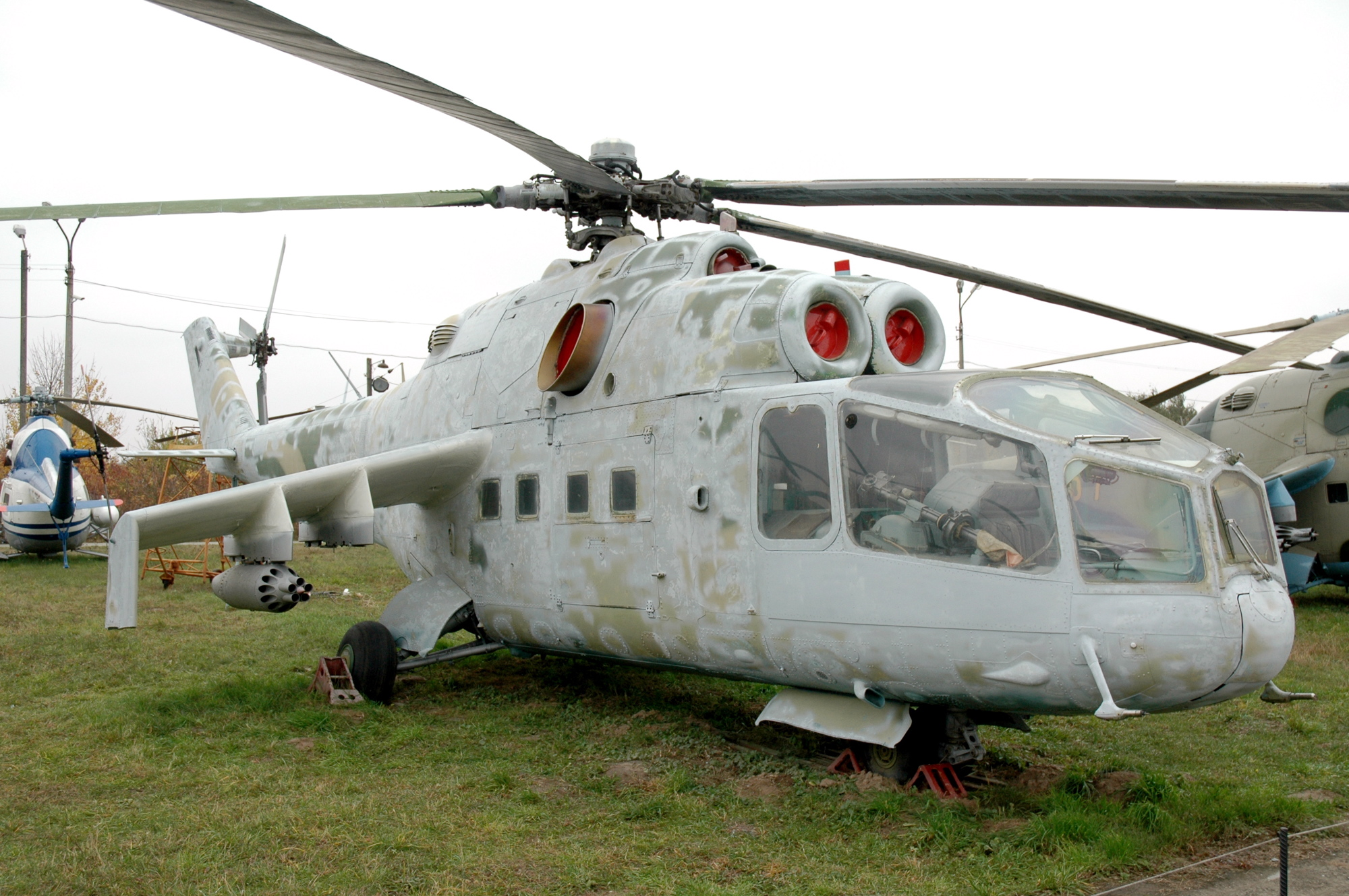
Mi–24A harci helikopter

## Kiállított eszközök

### Repülőgépek
- An–2
- An–24B
- An–24T
- An–26
- An–71
- Be–6
- Be–12PL
- Il–14P
- Il–18 (a kiállított gép az első sorozatgyártású példány)
- Il–28
- Il–62
- Il–76T
- Il–86 (a CCCP-86000 lajstromjelű első prototípus)
- Jak–3 (Jak–18T alkatrészeiből épített replika)
- Jak–18PM
- Jak–28U
- Jak–38
- Jak–40
- L–29 Delfín
- L–39C Albatros
- MiG–15UTI
- MiG–17
- MiG–17F
- MiG–21PF
- MiG–21PFM
- MiG–21UM
- MiG–23BN
- MiG–23ML
- MiG–25RBT
- MiG–27K
- MiG–29 (két példány)
- Szu–7BM
- Szu–15TM
- Szu–17M
- Szu–17UM–3
- Szu–24
- Szu–25
- Tu–22M0
- Tu–22M2
- Tu–22M3
- Tu–104
- Tu–134
- Tu–134A
- Tu–134UBL
- Tu–141
- Tu–142MZ
- Tu–143
- Tu–154

### Helikopterek
- Ka–25PL
- Ka–26 (két kiállított példány, egy utaskabinnal, egy vegyszerszóróval)
- Ka–27PL
- Mi–1
- Mi–2
- Mi–4
- Mi–6A
- Mi–8
- Mi–8TM
- Mi–14BT
- Mi–14PL
- Mi–24A
- Mi–24D
- Mi–24P
- Mi–24V
- Mi–26

### Fegyverek
- FAB–9000
- FAB–5000
- FAB–3000
- FAB–500
- FAB–250
- H–22 Burja

## Külső hivatkozások
- A Kijevi Állami Repülési Múzeum honlapja